# Всеармянская партия «Сасна Црер»
Всеармянская партия «Сасна Црер» (арм. Սասնա Ծռեր համահայկական կուսակցություն) — армянская оппозиционная партия, основанная в сентябре 2018 года после Бархатной революции в Армении.

## Название
Название партии взято из армянского героического эпоса «Сасунские удальцы» («Сасна Црер» на армянском языке).

## Руководство
Руководящим органом партии является секретариат, состоящий из семи членов. Координатор секретариата — Варужан Аветисян. Учредителями партии в основной своей части являются члены военно-политического объединения «Сасна Црер» и общественно-политического движения «Учредительный парламент».
Почетный представитель партии Жирайр Сефилян.

## История

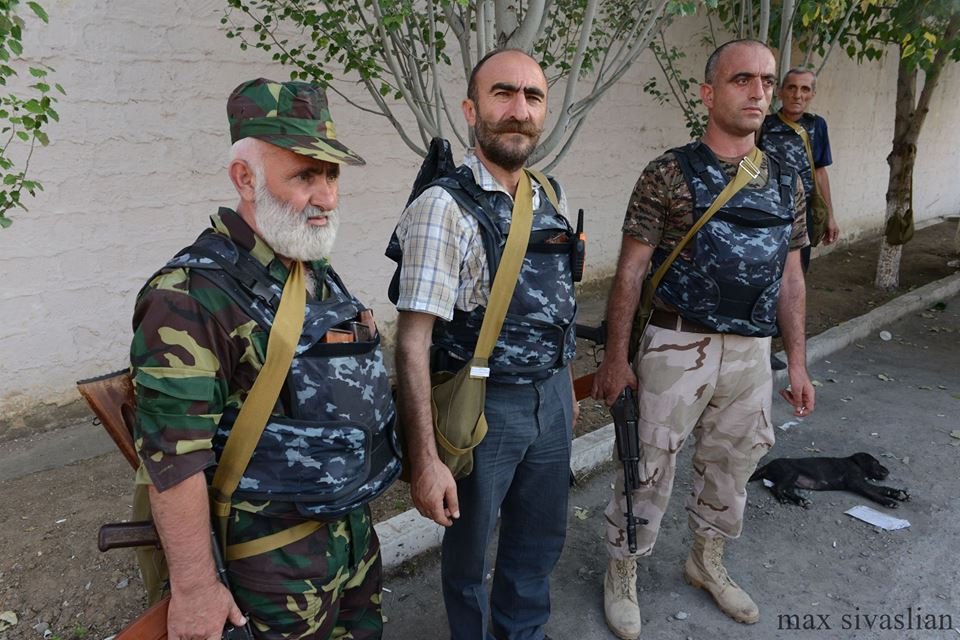
Члены вооружённой группировки «Сасна Црер» во время неудавшегося вооружённого восстания в одном из отделений полиции Еревана (2016 год)

Основатели Всеармянской партии «Сасна Црер» в основном представляют гражданское движение «Группа Сасна црер» и «Учредительный парламент».
Ранее партия была радикальной оппозицией правлению Сержа Саргсяна и Республиканской партии Армении. В 2016 году члены партии совершили теракт - (захватили заложников в Ереване). Позже она отказалась от насилия.
«Сасна Црер» участвовала в досрочных парламентских выборах 2018 года, но набрала лишь 1,82% голосов и не получила мандатов в Национальном собрании. После выборов, партия первоначально поддержала новоизбранного премьер-министра Никола Пашиняна и одобрила новое правительство Пашиняна. Однако в итоге «Сасна Црер» стала недовольна Пашиняном и его политикой.
Партия выразила поддержку созданию альянса прозападных политических сил, а именно с Европейской партией Армении. В мае 2020 года Жирайр Сефилян подписал декларацию вместе с другими политическими деятелями и силами, призвав правительство Пашиняна провести внеочередные парламентские выборы. Впоследствии партия присоединилась к Национально-Демократическому Полюсу.
18 мая 2021 года партия подтвердила, что будет участвовать в внеочередных парламентских выборах 2021 года в рамках Национально-Демократического Полюса под руководством Ваге Гаспаряна. После выборов альянс набрал 1,49% голосов избирателей, не получив ни одного места в Национальном собрании.

## Идеология
Идеология внешней политики направлена сотрудничество с Западными странами  и разрыв отношений с Россией. С выходом Армении из возглавляемых Россией организаций, включая Евразийский экономический союз, Организацию договора о коллективной безопасности и СНГ. Партия также призывает к немедленному выводу российских войск из Армении и закрытию 102-й российской военной базы в Гюмри. Несмотря на антироссийские взгляды партии, партия также выступает против вступления Армении в НАТО. Партия выступает за создание стратегических союзов с США и Ираном и за более тесное сотрудничество с Европейским Союзом, Украиной, Грузией, Китаем и Индией.